# Jurema Paes
Jurema Mascarenhas Paes (Salvador, 21 de agosto de 1973) é uma historiadora, compositora e cantora brasileira.
Em 2002, lançou seu álbum de estreia, intitulado Batuque de Canoa, em parceria com o arranjador e compositor Marcos Vaz.
Seu segundo álbum, intitulado Mestiça, foi lançado em 2014, do qual a cantora interpreta canções de Elomar, Zeca Baleiro e Tiganá Santana. O álbum foi produzido por Marcos Vaz e Cássio Calazans, além de contar com participação especial da cantora moçambicana Lena Braune.